# Кусьнеж (гміна Єзьора-Вельке)
Кусьнеж (пол. Kuśnierz) — село в Польщі, у гміні Єзьора-Великі Моґіленського повіту Куявсько-Поморського воєводства.
Населення — 148 осіб (2011).
У 1975-1998 роках село належало до Бидгощського воєводства.

## Демографія
Демографічна структура станом на 31 березня 2011 року:
|          | Загалом | Допрацездатний вік | Працездатний вік | Постпрацездатний вік |
| -------- | ------- | ------------------ | ---------------- | -------------------- |
| Чоловіки | 75      | 13                 | 54               | 8                    |
| Жінки    | 73      | 12                 | 37               | 24                   |
| Разом    | 148     | 25                 | 91               | 32                   |